# روبرت جيفرسون بريكينريدغ
روبرت جيفرسون بريكينريدغ هو سياسي أمريكي، ولد في 8 مارس 1800، وتوفي في 27 ديسمبر 1871 في دانفيل في الولايات المتحدة. نشط حزبياً في الحزب الجمهوري. وقد انتخب عضو مجلس نواب كنتاكي ‏.